# 福島県道180号川東停車場線
福島県道180号川東停車場線（ふくしまけんどう180ごう かわひがしていしゃじょうせん）は、福島県須賀川市にある一般県道である。

## 路線概要
- 起点：福島県須賀川市小作田字西舘（JR水郡線川東駅前）
- 終点：福島県須賀川市小作田字梨子ノ木内
- 総延長：259 m[1]
  - 実延長：総延長に同じ

路線認定年月日：1959年8月31日

## 通過する自治体
- 福島県
  - 須賀川市

## 接続・交差する道路
- 福島県道138号母畑須賀川線（小作田字梨子ノ木内 終点）

## 沿線
- JR水郡線 川東駅